# Epilobium niveum
Epilobium niveum är en dunörtsväxtart som beskrevs av T. S. Brandeg.. Epilobium niveum ingår i släktet dunörter, och familjen dunörtsväxter. Inga underarter finns listade i Catalogue of Life.